# Terumichi Yamada
Terumichi Yamada (jap. 山田 晃路, Yamada Terumichi; * 1953 in Kanazawa) ist ein japanischer Jazzmusiker (Kontrabass).
Yamada arbeitete ab den 1970er-Jahren in der japanischen Jazzszene mit Junko Mine/Hidehiko Matsumoto, an deren Bigband-Produktion Junko and Sleepy – I Wish You Love er beteiligt war. Ab den 1980er-Jahren war er im Yasuhiro Kohno Trio tätig, zu hören auf den Alben Peace (1983) und Roma in the Rain (1984). In den 2000er-Jahren spielte er mit Takashi Amano (Dedications, 2008) und dem Nobumasa Tanaka Kartell (Edge, 2006). Mit seiner Formation Terumichi Yamada Magicas Musica nahm er 2009 das Album A Million Thanks auf. Im Bereich des Jazz war er zwischen 1978 und 2009 an fünf Aufnahmesessions beteiligt.